# Men of the Midlands 1973
Das Men of the Midlands 1973 war ein professionelles Snooker-Einladungsturnier, das Anfang 1973 im Rahmen der Saison 1972/73 als Liga an verschiedenen Orten in England ausgetragen wurde. Sieger wurde Titelverteidiger Alex Higgins mit einem Finalsieg über Ray Reardon. Wer das höchste Break spielte, ist unbekannt.

## Preisgeld
Gesponsert wurde das Turnier vom Unternehmen M & B. Insgesamt wurden 1.500 Pfund Sterling ausgeschüttet.
|              | Preisgeld |
| ------------ | --------- |
| Sieger       | 500 £     |
| Finalist     | 400 £     |
| Gruppenphase | 300 £     |
| Insgesamt    | 1.500 £   |

## Turnierverlauf
Die vier teilnehmenden Spieler begannen das Turnier mit einer Gruppenphase, die im Prinzip ein doppeltes Jeder-gegen-jeden-Turnier war. Die beiden Gruppenbesten trafen sich danach nochmal separat, um final den Turniersieger zu entschieden. Alle Spiele wurden im Modus Best of 9 Frames gespielt.

### Gruppenphase
Die Aufzählung der Gruppenspiele folgt der alphabetischen Sortierung der Datenbank CueTracker.
| Pos. | Spieler      | Partien | S | N | Frames | Diff. |
| ---- | ------------ | ------- | - | - | ------ | ----- |
| 1    | Ray Reardon  | 6       | 5 | 1 | 29:15  | +14   |
| 2    | Alex Higgins | 6       | 3 | 3 | 20:21  | −1    |
| 3    | John Pulman  | 6       | 2 | 4 | 21:24  | −3    |
| 4    | John Spencer | 6       | 2 | 4 | 16:26  | −10   |

| Spiel | Spieler 1    | Ergebnis | Spieler 2    |
| ----- | ------------ | -------- | ------------ |
| 1     | Alex Higgins | 15:15    | John Spencer |
| 2     | Alex Higgins | 25:25    | John Spencer |
| 3     | Alex Higgins | 35:35    | John Pulman  |
| 4     | John Pulman  | 25:25    | John Spencer |
| 5     | John Pulman  | 25:25    | Alex Higgins |
| 6     | Ray Reardon  | 15:15    | Alex Higgins |

| Spiel | Spieler 1    | Ergebnis | Spieler 2    |
| ----- | ------------ | -------- | ------------ |
| 7     | Ray Reardon  | 15:15    | John Spencer |
| 8     | Ray Reardon  | 25:25    | Alex Higgins |
| 9     | Ray Reardon  | 35:35    | John Pulman  |
| 10    | Ray Reardon  | 35:35    | John Pulman  |
| 11    | John Spencer | 25:25    | John Pulman  |
| 12    | John Spencer | 45:45    | Ray Reardon  |

### Finale
Obwohl nur auf Platz 2 der Gruppe platziert, prägte Alex Higgins das Spiel und gewann das Turnier mit 5:3.
| Finale: Best of 9 Frames , England, 1973              |                |              |
| Ray Reardon                                           | 3:5            | Alex Higgins |
| 5:75, 58:56, 48:75, 38:82, 77:31, 39:82, 72:49, 52:86 |                |              |
| –                                                     | Höchstes Break | –            |
| –                                                     | Century-Breaks | –            |
| –                                                     | 50+-Breaks     | –            |